# Zusatzweiterbildung Magnetresonanztomographie
Die Zusatzweiterbildung Magnetresonanztomographie ist eine in der Musterweiterbildungsordnung der deutschen Bundesärztekammer von 2018 (MWBO) aufgeführte Zusatzweiterbildung in Magnetresonanztomographie für Fachärzte aller Facharztbezeichnungen.

## Definition
Die Zusatzweiterbildung Magnetresonanztomographie umfasst in Ergänzung zu einer Facharztkompetenz die Durchführung und Befundung der gebietsbezogenen Magnetresonanztomographie.

## Mindestanforderung
Um die Bezeichnung Magnetresonanztomographie führen zu dürfen, müssen Ärzte
- über eine Facharztanerkennung verfügen und zusätzlich
  - 24 Monate Magnetresonanztomographie unter Befugnis an Weiterbildungsstätten im Gebiet Radiologie absolviert haben, davon
    - können bis zu 12 Monate bei einem Weiterbildungsbefugten für Magnetresonanztomographie erfolgen.
- über Kenntnisse, Erfahrungen und Fertigkeiten im Fach gemäß den in der Weiterbildungsordnung festgelegten Weiterbildungsinhalten verfügen.[1]

Bei der Anmeldung zur Weiterbildungsprüfung müssen der zuständigen Ärztekammer  sämtliche Nachweise über die erfüllten Mindestanforderungen vorgelegt werden. Dazu gehören auch die Logbuch-Dokumentationen über alle durch die MWBO vorgegebenen Inhalte der Weiterbildung.

## Inhalte der Weiterbildung
Zur Weiterbildungsprüfung muss man darlegen können, dass man Kenntnisse, Erfahrungen und Fertigkeiten unter anderem in folgenden Bereichen erlangt hat:
- Strahlenschutz
- Technik der Magnetresonanztomographie
- Kontrastmittel
- Gebietsbezogene MRT.[1]

Die Inhalte der Musterweiterbildungsordnung sind allerdings nur eine Empfehlung für die rechtsverbindlichen Weiterbildungsordnungen der Landesärztekammern, die hiervon abweichende Regelungen treffen können.